# Кубок европейских чемпионов по волейболу среди женщин 1993/1994
34-й розыгрыш Кубка европейских чемпионов по волейболу среди женщин проходил с 6 ноября 1993 по 13 марта 1994 года с участием 30 клубных команд стран-членов Европейской конфедерации волейбола (ЕКВ). Финальный этап был проведён в Загребе (Хорватия). Победителем турнира в 7-й раз в своей истории  стала российская команда «Уралочка» (Екатеринбург).

## Команды-участницы
| Страна     | Команда                           |                          |
| ---------- | --------------------------------- | ------------------------ |
| Австрия    | «Вюстенрот» (Зальцбург)           | Чемпион Австрии 1993     |
| Албания    | «Люшня» (Люшня)                   | Чемпион Албании 1993     |
| Белоруссия | «Амкодор» (Минск)                 | Чемпион Белоруссии 1993  |
| Бельгия    | «Брейтекс» (Херенталс)            | Чемпион Бельгии 1993     |
| Болгария   | ЦСКА (София)                      | Чемпион Болгарии 1993    |
| Венгрия    | «Тунгшрам» (Будапешт)             | Чемпион Венгрии 1993     |
| Германия   | КЮД (Берлин)                      | Чемпион Германии 1993    |
| Греция     | «Панатинаикос» (Афины)            | Чемпион Греции 1993      |
| Дания      | «Хольте» (Хольте)                 | Чемпион Дании 1993       |
| Израиль    | «Хапоэль» (Мате-Ашер)             | Чемпион Израиля 1993     |
| Испания    | «Мурсия» (Мурсия)                 | Чемпион Испании 1993     |
| Италия     | «Латте Руджада» (Матера)          | Чемпион Италии 1993      |
| Латвия     | «Аврора» (Рига)                   | Чемпион Кипра 1993       |
| Люксембург | «ЖИМ Воллей Боннвуа» (Люксембург) | Чемпион Люксембурга 1993 |
| Македония  | «Работнички» (Скопье)             | Чемпион Македонии 1993   |
| Нидерланды | «Бондюэль» (Вюгт)                 | Чемпион Нидерландов 1993 |
| Норвегия   | «Колл» (Осло)                     | Чемпион Норвегии 1993    |
| Польша     | «Палац» (Быдгощ)                  | Чемпион Польши 1993      |
| Португалия | «Боавишта» (Порту)                | Чемпион Португалии 1993  |
| Россия     | «Уралочка» (Екатеринбург)         | Чемпион России 1993      |
| Румыния    | «Рапид» (Бухарест)                | Чемпион Румынии 1993     |
| Словакия   | «Славия» (Братислава)             | Чемпион Словакии 1993    |
| Словения   | «Браник» (Марибор)                | Чемпион Словении 1993    |
| Турция     | «Гюнеш Сигорта» (Стамбул)         | Чемпион Турции 1993      |
| Украина    | «Орбита» (Запорожье)              | Чемпион Украины 1993     |
| Финляндия  | «Васама» (Вааса)                  | Чемпион Финляндии 1993   |
| Франция    | «Рьом-Овернь» (Рьом-эс-Монтань)   | Чемпион Франции 1993     |
| Хорватия   | «Младост» (Загреб)                | Чемпион Хорватии 1993    |
| Чехия      | «Оломоуц» (Оломоуц)               | Чемпион Чехии 1993       |
| Швейцария  | БТВ (Люцерн)                      | Чемпион Швейцарии 1993   |

## Система проведения розыгрыша
В турнире принимали участие чемпионы 30 стран-членов ЕКВ. Соревнования состояли из квалификации (два раунда), 1/8 и 1/4 финалов плей-офф и финального этапа. Напрямую в 1/8 финала получили возможность заявить своих представителей страны, команды которых в предыдущем розыгрыше выступали в четвертьфинальной стадии (Австрия, Венгрия, Германия, Италия, Россия, Франция и Хорватия). Остальные участники 1/8 плей-офф определялись в ходе квалификации.
Финальный этап проводился в формате «финала четырёх» — полуфинал и два финала (за 3-е и 1-е места).

## Квалификация

### 1-й раунд
6—13.11.1993
 «Орбита» (Запорожье) —  «Аврора» (Рига)
6 ноября. 3:0 (15:12, 15:2, 15:6).
7 ноября. 3:0 (15:9, 15:5, 15:8). Оба матча в Запорожье.
 «Палац» (Быдгощ) —  «Люшня» 
6 ноября. 3:0 (15:6, 15:9, 15:6).
7 ноября. 3:0 (15:3, 15:4, 15:10). Оба матча в Быдгоще.
 «Гюнеш Сигорта» (Стамбул) —  ЦСКА (София)
6 ноября. 3:1 (15:9, 15:8, 11:15, 15:4).
13 ноября. 0:3 (8:15, 8:15, 11:15).
 «Хапоэль» (Мате Ашер) —  «Колл» (Осло)
6 ноября. 3:0 (15:9, 15:9, 15:8).
13 ноября. 2:3 (15:6, 11:15, 12:15, 15:1, 10:15).
 БТВ (Люцерн) —  «Панатинаикос» (Афины)
7 ноября. 1:3 (8:15, 11:15, 15:5, 14:16).
13 ноября. 0:3 (5:15, 9:15, 10:15).
 «Хольте» —  «ЖИМ-Воллей Боннвуа» (Люксембург)
7 ноября. 3:0 (15:5, 15:3, 15:5).
13 ноября. 3:0 (15:10, 15:13, 15:10).

### 2-й раунд
4—12.12.1993
 «Васама» (Вааса) —  «Амкодор» (Минск)
4 декабря. 3:2 (15:10, 2:15, 12:15, 15:7, 15:12).
5 декабря. 0:3 (11:15, 10:15, 11:15). Оба матча в Ваасе.
 «Рапид» (Бухарест) —  «Панатинаикос» (Афины)
4 декабря. 3:1 (11:15, 15:13, 15:6, 15:3).
11 декабря. 0:3 (12:15, 7:15, 9:15).
 «Палац» (Быдгощ) —  «Браник» (Марибор)
4 декабря. 3:0 (15:7, 15:13, 15:11).
11 декабря. 3:0 (15:8, 15:7, 15:5).
 «Славия» (Братислава) —  «Боавишта» (Порту)
4 декабря. 3:0 (15:11, 15:4, 15:2).
11 декабря. 3:2 (15:4, 13:15, 0:15, 15:9, 15:11).
 «Хапоэль» (Мате Ашер) —  «Хольте» 
4 декабря. 3:0 (15:2, 15:6, 15:6).
12 декабря. 3:1 (15:5, 13:15, 15:9, 15:11).
 ЦСКА (София) —  «Бондюэль» (Вюгт)
5 декабря. 2:3 (15:4, 15:8, 14:16, 10:15, 13:15).
11 декабря. 0:3 (3:15, 12:15, 9:15).
 «Брейтекс» (Херенталс) —  «Оломоуц»
5 декабря. 2:3 (15:10, 16:17, 16:17, 15:9, 11:15).
12 декабря. 2:3 (12:15, 15:9, 15:11, 10:15, 8:15).
 «Орбита» (Запорожье) —  «Работнички» (Скопье)
11 декабря. 3:0 (15:2, 15:2, 15:1).
12 декабря. 3:0 (15:0, 15:9, 15:2). Оба матча в Запорожье.

## 1/8 финала
11—20.01.1994
 «Орбита» (Запорожье) —  «Вюстенрот» (Зальцбург)
11 января. 3:0 (15:3, 15:1, 15:5).
12 января. 3:0 (15:4, 15:10, 15:5). Оба матча в Запорожье.
 «Бондюэль» (Вюгт) —  «Уралочка» (Екатеринбург)
11 января. 0:3 (7:15, 5:15, 12:15).
20 января. 1:3 (3:15, 3:15, 15:11, 2:15).
 «Славия» (Братислава) —  «Младост» (Загреб)
12 января. 0:3 (10:15, 7:15, 6:15).
18 января. 0:3 (2:15, 3:15, 9:15).
 «Латте Руджада» (Матера) —  «Панатинаикос» (Афины)
12 января. 3:0 (15:6, 15:13, 15:6).
19 января. 3:0 (15:8, 15:4, 15:8).
 «Тунгшрам» (Будапешт) —  «Палац» (Быдгощ)
12 января. 3:0 (15:12, 15:7, 15:11).
19 января. 3:2 (11:15, 15:1, 15:13, 13:15, 12:15).
 КЮД (Берлин) —  «Оломоуц»
12 января. 3:2 (9:15, 12:15, 15:13, 15:5, 15:11).
19 января. 2:3 (16:14, 10:15, 15:10, 9:15, 11:15). Общий счёт игровых очков по сумме двух матчей 127:128.
 «Хапоэль» (Мате Ашер) —  «Рьом-Овернь» (Рьом-эс-Монтань)
12 января. 0:3 (8:15, 9:15, 14:16).
19 января. 0:3 (11:15, 11:15, 12:15).
 «Мурсия» —  «Амкодор» (Минск)
18 января. 3:1 (15:9, 15:12, 10:15, 15:6).
20 января. 3:1 (16:14, 15:5, 9:15, 15:11). Оба матча в Мурсии.

## Четвертьфинал
9—17.02.1994
 «Латте Руджада» (Матера) —  «Мурсия» 
9 февраля. 3:0 (15:10, 15:4, 15:8).
16 февраля. 3:1 (13:15, 15:5, 15:13, 16:14).
 «Рьом-Овернь» (Рьом-эс-Монтань) —  «Младост» (Загреб)
9 февраля. 0:3 (13:15, 10:15, 10:15).
16 февраля. 0:3 (12:15, 6:15, 3:15).
 «Тунгшрам» (Будапешт) —  «Оломоуц»
9 февраля. 2:3 (15:13, 16:14, 9:15, 3:15, 8:15).
17 февраля. 0:3 (6:15, 13:15, 13:15).
 «Орбита» (Запорожье) —  «Уралочка» (Екатеринбург)
15 февраля. 0:3 (9:15, 7:15, 10:15).
16 февраля. 0:3 (2:15, 11:15, 0:15). Оба матча в Запорожье.

## Финал четырёх
12—13 марта 1994.  Загреб.
Участники:
 «Младост» (Загреб) 

 «Уралочка» (Екатеринбург) 

 «Латте Руджада» (Матера)

 «Оломоуц» (Оломоуц)

### Полуфинал
12 марта
 «Младост» —  «Оломоуц»
3:0 (15:5, 15:9, 15:9)
 «Уралочка» —  «Латте Руджада»
3:2 (8:15, 15:11, 15:7, 12:15, 15:13)

### Матч за 3-е место
13 марта
 «Латте Руджада» —  «Оломоуц»
3:0 (15:7, 15:6, 15:12)

### Финал
13 марта
 «Уралочка» —  «Младост»
3:2 (10:15, 15:12, 11:15, 15:12, 15:7)

### Итоги

#### Положение команд
| «Уралочка» (Екатеринбург) |
| «Младост» (Загреб)        |
| «Латте Руджада» (Матера)  |
| 4. «Оломоуц» (Оломоуц)    |

#### Призёры
«Уралочка» (Екатеринбург): Мария Лихтенштейн, Елизавета Тищенко, Татьяна Меньшова, Наталья Морозова, Елена Батухтина, Евгения Артамонова, Ирина Уютова, Татьяна Грачёва, Лариса Яровенко. Тренер — Валерий Юрьев.
  «Младост» (Загреб): Ирина Кириллова, Барбара Елич, Ирина Ильченко, Наташа Осмокрович, Славица Кузманич, ... Тренер — Николай Карполь.
  «Латте Руджада» (Матера): Чинция Перона, Елена Чебукина, Жизель Гавио, Прикеба Фиппс, Паола Франко, Анна Мария Марази, Консуэло Маньифеста, Лаура Кампанале, Астрид Верлих, Нада Зрилич. Тренер — Массимо Барболини.